# Stavanger Oilers
Stavanger Oilers – norweski klub hokejowy z siedzibą w Stavanger. Aktualny mistrz Norwegii.

## Sukcesy
- Złoty medal mistrzostw Norwegii (7 razy): 2010, 2012, 2013, 2014, 2015, 2016, 2017, 2022
- Puchar Kontynentalny (1 raz): 2014